# Zack Hayes
Zackary "Zack" Hayes, född 24 april 1999, är en kanadensisk professionell ishockeyback som är kontrakterad till Vegas Golden Knights i National Hockey League (NHL) och spelar för Henderson Silver Knights i American Hockey League (AHL). Han har tidigare spelat för Prince Albert Raiders i Western Hockey League (WHL).
Hayes blev aldrig NHL-draftad.

## Statistik
| 2012–2013  | CNHA Canucks             |            | 27  | 2  | 3  | 5  | 20  | 2  | 0 | 0 | 0 | 0  |
| 2013–2014  | Calgary Northstar Sabres | AMBHL      | 33  | 5  | 11 | 16 | 42  | —  | — | — | — | —  |
|            | CNHA Blazers             | AMMHL      | 5   | 0  | 0  | 0  | 4   | —  | — | — | — | —  |
| 2014–2015  | Calgary Northstars       | AMHL       | 32  | 2  | 0  | 2  | 8   | 3  | 0 | 0 | 0 | 0  |
| 2015–2016  | Calgary Northstars       | AMHL       | 33  | 2  | 11 | 13 | 34  | 7  | 0 | 3 | 3 | 8  |
|            | Canmore Eagles           | AJHL       | 2   | 0  | 1  | 1  | 0   | —  | — | — | — | —  |
|            | Prince Albert Raiders    | WHL        | 1   | 0  | 0  | 0  | 0   | —  | — | — | — | —  |
| 2016–2017  | Prince Albert Raiders    | WHL        | 72  | 2  | 10 | 12 | 82  | —  | — | — | — | —  |
| 2017–2018  | Prince Albert Raiders    | WHL        | 71  | 3  | 14 | 17 | 98  | 7  | 0 | 2 | 2 | 6  |
| 2018–2019  | Prince Albert Raiders    | WHL        | 68  | 3  | 24 | 27 | 74  | 23 | 1 | 2 | 3 | 10 |
| 2019–2020  | Prince Albert Raiders    | WHL        | 60  | 7  | 16 | 23 | 68  | —  | — | — | — | —  |
| 2020–2021  | Henderson Silver Knights | AHL        | 35  | 2  | 5  | 7  | 26  | 5  | 0 | 1 | 1 | 0  |
| 2021–2022  | Vegas Golden Knights     | NHL        | 1   | 0  | 0  | 0  | 0   | —  | — | — | — | —  |
|            | Henderson Silver Knights | AHL        | 40  | 2  | 6  | 8  | 46  | —  | — | — | — | —  |
| NHL totalt | NHL totalt               | NHL totalt | 1   | 0  | 0  | 0  | 0   | —  | — | — | — | —  |
| AHL totalt | AHL totalt               | AHL totalt | 74  | 4  | 11 | 15 | 72  | 5  | 0 | 1 | 1 | 0  |
| WHL totalt | WHL totalt               | WHL totalt | 272 | 15 | 64 | 79 | 322 | 30 | 1 | 4 | 5 | 16 |